# Campeonato Mundial de Natação em Piscina Curta de 2016 - 200 m livre feminino
A prova dos 200 metros nado livre feminino do Campeonato Mundial de Natação em Piscina Curta de 2016 foi disputado no dia  6 de dezembro no Centro WFCU em Windsor, Canadá.

## Recordes
Antes desta competição, os recordes mundiais e do campeonato nesta prova eram os seguintes:
|                       | Nome           | Nacionalidade | Tempo   | Local | Data                  |
| --------------------- | -------------- | ------------- | ------- | ----- | --------------------- |
| Recorde mundial       | Sarah Sjöström | Suécia        | 1:50.78 | Doha  | 7 de dezembro de 2014 |
| Recorde do campeonato | Sarah Sjöström | Suécia        | 1:50.78 | Doha  | 7 de dezembro de 2014 |

## Medalhistas
| Ouro                      | Prata                | Bronze            |
| Federica Pellegrini (ITA) | Katinka Hosszú (HUN) | Taylor Ruck (CAN) |

## Resultados

### Eliminatórias
As eliminatórias ocorreram dia 6 de dezembro com um total de 86 nadadoras.  
| Colocação | Bateria | Raia | Nome                     | Nacionalidade          | Tempo     | Notas |
| --------- | ------- | ---- | ------------------------ | ---------------------- | --------- | ----- |
| 2.        | 9       | 7    | Mallory Comerford        | Estados Unidos         | 1:53,71   | Q     |
| 3.        | 9       | 4    | Federica Pellegrini      | Itália                 | 1:54,10   | Q     |
| 4.        | 8       | 8    | Taylor Ruck              | Canadá                 | 1:54,26   | Q     |
| 5.        | 7       | 4    | Wieronika Popowa         | Rússia                 | 1:54,32   | Q     |
| 6.        | 8       | 3    | Katerine Savard          | Canadá                 | 1:54,81   | Q     |
| 7.        | 7       | 3    | Leah Smith               | Estados Unidos         | 1:54,93   | Q     |
| 8.        | 8       | 5    | Manuella Lyrio           | Brasil                 | 1:55,19   | Q     |
| 9.        | 9       | 5    | Zsuzsanna Jakabos        | Hungria                | 1:55,76   |       |
| 10.       | 9       | 8    | Chihiro Igarashi         | Japão                  | 1:55,92   |       |
| 11.       | 7       | 6    | Shen Duo                 | China                  | 1:56,06   |       |
| 12.       | 9       | 2    | Tomomi Aoki              | Japão                  | 1:56,08   |       |
| 13.       | 8       | 6    | Larissa Oliveira         | Brasil                 | 1:56,15   |       |
| 14.       | 9       | 3    | Ai Yanhan                | China                  | 1:56,33   |       |
| 15.       | 8       | 7    | Reva Foos                | Alemanha               | 1:56,41   |       |
| 16.       | 9       | 1    | Signe Bro                | Dinamarca              | 1:56,52   |       |
| 17.       | 8       | 2    | Marrit Steenbergen       | Países Baixos          | 1:56,59   |       |
| 18.       | 9       | 0    | Maria Ugolkova           | Suíça                  | 1:56,65   |       |
| 19.       | 7       | 5    | Carla Buchanan           | Austrália              | 1:56,73   |       |
| 20.       | 9       | 6    | Darja Mułłakajewa        | Rússia                 | 1:56,96   |       |
| 21.       | 7       | 1    | Jemma Schlicht           | Austrália              | 1:57,18   |       |
| 22.       | 8       | 1    | Sharon van Rouwendaal    | Países Baixos          | 1:57,47   |       |
| 23.       | 7       | 8    | Sze Hang Yu              | Hong Kong              | 1:57,59   |       |
| 24.       | 1       | 6    | Georgia Coates           | Reino Unido            | 1:57,68   |       |
| 25.       | 8       | 9    | Martina Elhenická        | Chéquia                | 1:58,30   |       |
| 26.       | 7       | 2    | Barbora Seemanová        | Chéquia                | 1:58,62   |       |
| 27.       | 6       | 6    | Delfina Pignatiello      | Argentina              | 2:00,20   |       |
| 28.       | 6       | 1    | Helena Moreno            | Costa Rica             | 2:00,79   |       |
| 29.       | 8       | 0    | Gaja Natlacen            | Eslovênia              | 2:00,98   |       |
| 30.       | 6       | 3    | Elisbet Gamez Matos      | Cuba                   | 2:01,08   |       |
| 31.       | 6       | 4    | Anastasia Bogdanovski    | Macedônia do Norte     | 2:01,27   |       |
| 32.       | 7       | 0    | Natthanan Junkrajang     | Tailândia              | 2:01,28   |       |
| 33.       | 6       | 2    | Julia Hassler            | Liechtenstein          | 2:01,48   |       |
| 34.       | 7       | 9    | Monique Olivier          | Luxemburgo             | 2:01,56   |       |
| 35.       | 5       | 8    | Karen Torrez             | Bolívia                | 2:01,89   |       |
| 36.       | 6       | 8    | Jasmine Alkhaldi         | Filipinas              | 2:01,95   |       |
| 37.       | 9       | 9    | Diana Durães             | Portugal               | 2:01,97   |       |
| 38.       | 6       | 7    | Jessica Cattaneo         | Peru                   | 2:02,04   |       |
| 39.       | 5       | 7    | Nejla Karić              | Bósnia e Herzegovina   | 2:02,54   |       |
| 40.       | 2       | 0    | Felicity Passon          | Seicheles              | 2:02,89   |       |
| 41.       | 7       | 7    | Isabel Gose              | Alemanha               | 2:03,12   |       |
| 42.       | 6       | 9    | Andrea Cedrón Rodríguez  | Peru                   | 2:03,30   |       |
| 43.       | 5       | 1    | Lauren Hew               | Ilhas Caimã            | 2:03,46   |       |
| 44.       | 5       | 0    | Allyson Ponson           | Aruba                  | 2:03,67   |       |
| 45.       | 6       | 5    | Benjaporn Sriphanomthorn | Tailândia              | 2:04,10   |       |
| 46.       | 4       | 2    | Sara Pastrana            | Honduras               | 2:04,91   |       |
| 47.       | 4       | 3    | Kelsie Campbell          | Jamaica                | 2:04,93   |       |
| 48.       | 5       | 3    | Marina Chan              | Singapura              | 2:05,18   |       |
| 49.       | 5       | 5    | Ines Marin               | Chile                  | 2:05,22   |       |
| 50.       | 5       | 4    | Nicole Rautemberg        | Paraguai               | 2:05,40   |       |
| 51.       | 5       | 9    | Kimiko Raheem            | Sri Lanka              | 2:05,97   |       |
| 52.       | 4       | 5    | Gabriella Doueihy        | Líbano                 | 2:06,90   |       |
| 53.       | 4       | 7    | Fatima Alkaramova        | Azerbaijão             | 2:07,07   |       |
| 54.       | 4       | 1    | Rosalee Mira Santa Ana   | Filipinas              | 2:07,20   |       |
| 55.       | 4       | 6    | Malavika Vishwanath      | Índia                  | 2:07,22   |       |
| 56.       | 6       | 0    | Sara Nysted              | Ilhas Feroé            | 2:07,41   |       |
| 57.       | 5       | 6    | Sarah Hadj-Abderrahmane  | Argélia                | 2:08,33   |       |
| 58.       | 4       | 4    | Lani Cabrera             | Barbados               | 2:08,44   |       |
| 59.       | 5       | 2    | Arianna Sanna            | República Dominicana   | 2:08,50   |       |
| 60.       | 3       | 4    | Ireyra Tamayo Periñan    | Panamá                 | 2:08,81   |       |
| 61.       | 4       | 8    | Rahaf Baqleh             | Jordânia               | 2:10,53   |       |
| 62.       | 3       | 7    | Fernanda Archila         | Guatemala              | 2:10,62   |       |
| 63.       | 3       | 2    | Ani Poghosyan            | Armênia                | 2:10,64   |       |
| 64.       | 3       | 6    | Jeanne Boutbien          | Senegal                | 2:10,97   |       |
| 65.       | 2       | 2    | Stefania Piccardo        | Paraguai               | 2:11,99   |       |
| 66.       | 2       | 7    | Sonia Tumiotto           | Tanzânia               | 2:12,20   |       |
| 67.       | 3       | 5    | McKayla Treasure         | Barbados               | 2:12,32   |       |
| 68.       | 3       | 0    | Alison Jackson           | Ilhas Caimã            | 2:12,57   |       |
| 69.       | 3       | 8    | Yara Lima                | Angola                 | 2:12,86   |       |
| 70.       | 2       | 3    | Enkhkhuslen Batbayar     | Mongólia               | 2:12,98   |       |
| 71.       | 2       | 5    | Long Chi Wai             | Macau                  | 2:13,37   |       |
| 72.       | 3       | 3    | Catharine Cooper Gomez   | Panamá                 | 2:13,89   |       |
| 73.       | 3       | 9    | Choi Weng Tong           | Macau                  | 2:15,52   |       |
| 74.       | 2       | 1    | Gabriela Hernandez       | Nicarágua              | 2:16,55   |       |
| 75.       | 2       | 6    | Tiana Rabarijaona        | Madagáscar             | 2:17,31   |       |
| 76.       | 2       | 8    | Diana Basho              | Albânia                | 2:17,40   |       |
| 77.       | 2       | 4    | Annah Auckburaullee      | Ilhas Maurícias        | 2:17,75   |       |
| 78.       | 3       | 1    | Sophia Shah              | Nepal                  | 2:19,69   |       |
| 79.       | 1       | 5    | Osisang Chilton          | Palau                  | 2:20,57   |       |
| 80.       | 2       | 9    | Alesia Neziri            | Albânia                | 2:24,83   |       |
| 81.       | 1       | 7    | Charissa Panuve          | Tonga                  | 2:26,98   |       |
| 82.       | 1       | 4    | Aminath Shajan           | Maldivas               | 2:30,51   |       |
| 83.       | 1       | 3    | Angel de Jesus           | Marianas Setentrionais | 2:31,59   |       |
| 84.       | 1       | 2    | Ruthie Long              | Ilhas Marshall         | 2:34,03   |       |
| 85. !     | 4       | 0    | Dara Al-Bakry            | Jordânia               | 9:99,99 ! | DNS   |
| 85. !     | 4       | 9    | Naomy Grand-Pierre       | Haiti                  | 9:99,99 ! | DNS   |

### Final
A final teve sua disputa realizada em 6 de dezembro. 
| Colocação         | Raia | Nome                | Nacionalidade  | Tempo   | Notas |
| ----------------- | ---- | ------------------- | -------------- | ------- | ----- |
| Medalha de ouro   | 3    | Federica Pellegrini | Itália         | 1:51,73 |       |
| Medalha de prata  | 4    | Katinka Hosszú      | Hungria        | 1:52,28 |       |
| Medalha de bronze | 6    | Taylor Ruck         | Canadá         | 1:52,50 | WJR   |
| 4.                | 2    | Wieronika Popowa    | Rússia         | 1:53,39 |       |
| 5.                | 5    | Mallory Comerford   | Estados Unidos | 1:53,79 |       |
| 6.                | 7    | Katerine Savard     | Canadá         | 1:54,21 |       |
| 7.                | 1    | Leah Smith          | Estados Unidos | 1:54,49 |       |
| 8.                | 8    | Manuella Lyrio      | Brasil         | 1:55,51 |       |

Legenda
| Recorde mundial       | Recorde mundial (World record)               |                       | Recorde africano                      | Recorde africano (African) |                                           | Q | Classificado por posição (Qualified) |
| Recorde do campeonato | Recorde do campeonato (Championship record)  | Recorde da América    | Recorde da América (Americas)         | q                          | Classificado por melhor tempo (Qualified) |   |                                      |
| Melhor marca do ano   | Melhor marca do ano (World leading)          | Recorde asiático      | Recorde asiático (Asian)              | DNS                        | Não largou (Did not start)                |   |                                      |
| Recorde nacional      | Recorde nacional (National record)           | Recorde europeu       | Recorde europeu (European)            | DNF                        | Não terminou (Did not finish)             |   |                                      |
| Recorde pessoal       | Recorde pessoal do atleta (Personal best)    | Recorde da Oceania    | Recorde da Oceania (Oceania)          | DSQ / DQ                   | Desclassificado (Disqualified)            |   |                                      |
| Recorde da temporada  | Recorde da temporada do atleta (Season best) | Recorde sul-americano | Recorde sul-americano (South America) | NM                         | Sem marca (No mark)                       |   |                                      |